# Palazzo D'Afflitto-Imperiali
Il Palazzo D'Afflitto-Imperiali è un edificio di valore storico e architettonico di Napoli, ubicato in vico D'Afflitto nei Quartieri Spagnoli.

## Storia e descrizione
La veduta Lafrery del 1566 testimonia già dell'esistenza di questo palazzo, formato da un grande cortile (dietro il quale vi erano due giardini) e ancora isolato in un contesto che venne totalmente urbanizzato nei decenni successivi. Il giardino grande scomparse già prima del '700, sostituito da delle abitazioni alle quali si accede da via Conte di Mola. Il palazzo, almeno in facciata, venne rifatto nel XIX secolo, conservando il portico della scala sulla destra del cortile e la forma rettangolare del cortile stesso, in fondo al quale è collocata un'isolata colonna di pietra dalla funzione e dall'origine incerta. Appartenne a lungo alla famiglia D'Afflitto, la quale (secondo Italo Ferraro) commissionò per questo palazzo un teatrino privato a Mario Gioffredo nel 1748. In seguito passò alla famiglia Imperiali, attraverso il matrimonio avvenuto nel 1813 tra Maria Francesca D'Afflitto (1793-1829) e Michele Imperiali (1793-1867), dei principi di Francavilla; questo evento è il motivo che dà al palazzo la denominazione per cui è noto, denominazione visibile in una targa affissa accanto al numero civico.
Allo stato attuale è un condominio privato in stato di degrado e quindi meritevole di un serio restauro.